# Ganoderma testaceum
Ganoderma testaceum är en svampart som först beskrevs av Joseph-Henri Léveillé, och fick sitt nu gällande namn av Narcisse Theophile Patouillard 1889. Ganoderma testaceum ingår i släktet Ganoderma och familjen Ganodermataceae.   Inga underarter finns listade i Catalogue of Life.